# Afrotipula
Afrotipula is een ondergeslacht van het geslacht van insecten Tipula in de familie langpootmuggen (Tipulidae).

## Soorten
Deze lijst van 3 stuks is mogelijk niet compleet.
- T. (Afrotipula) aethiopica (Alexander, 1972)
- T. (Afrotipula) brachycera (Riedel, 1914)
- T. (Afrotipula) infracta (Alexander, 1955)